# نيك ميشيل
نيك ميشيل (بالهولندية: Niek Michel)‏ (مواليد 30 سبتمبر 1912) هو لاعب كرة قدم. يلعب مع منتخب هولندا لكرة القدم. سبق له أن لعب في كأس العالم لكرة القدم مع منتخب بلاده.

## روابط خارجية
- نيك ميشيل على موقع الاتحاد الدولي (مؤرشف)  (الإنجليزية)
- نيك ميشيل على موقع قاعدة بيانات كرة القدم.إي يو (الإنجليزية)
- نيك ميشيل على موقع ناشيونال فوتبول تيمز (الإنجليزية)
- نيك ميشيل على موقع Soccerway.com (الإنجليزية)
- نيك ميشيل على موقع عالم كرة القدم.نت (الإنجليزية)